# Desa Balongmojo (administrativ by i Indonesien, lat -7,29, long 112,48)
Desa Balongmojo är en administrativ by i Indonesien.   Den ligger i provinsen Jawa Timur, i den västra delen av landet, 600 km öster om huvudstaden Jakarta.